# Командування матеріального забезпечення армії США
Командування матеріального забезпечення армії США (англ. United States Army Materiel Command, AMC) — одне з командувань сухопутних військ США.

## Призначення та завдання
Основним призначенням командування є всебічне матеріальне забезпечення армії Сполучених Штатів, що включає управління інсталяціями, а також технічне обслуговування, ремонт і постачання будь-яких матеріальних засобів до бойових частин і гарнізонів сухопутних військ.
Командування засновано на підставі наказу міністерства армії від 8 травня 1962 року і була активовано 1 серпня того ж року як головне польове командування армії США. Першим командувачем був генерал-лейтенант Френк С. Бессон-молодший, який реалізовував завдання дослідження Департаменту армії, щодо створення «командування з розвитку та матеріально-технічного забезпечення».
До складу Командування входять величезні ресурси та інсталяції, серед яких арсенали, склади, бази зберігання і ремонту, заводи та фабрики виробництва зброї, озброєння, боєприпасів та інші споруди, а також дільниці збереження майна армії, як на суходолі, так і на морі.

## Основні підпорядковані компоненти
- Командування контрактів армії США (англ. United States Army Contracting Command)
- Командування життєзабезпечення армії США (англ. United States Army Sustainment Command)
- Ракетно-авіаційне командування армії США (англ. United States Army Aviation and Missile Command)
- Командування електронних засобів комунікацій армії США (англ. United States Army Communications-Electronics Command)
- Командування хімічних матеріалів армії США (англ. United States Army Chemical Materials Activity)
- Об'єднане командування боєприпасів (англ. Joint Munitions Command)
- Командування автобронетанкове та озброєння армії США (англ. United States Army Tank-automotive and Armaments Command)
- Командування армії США з безпеки (англ. United States Army Security Assistance Command)
- Командування медично-логістичне армії США (англ. United States Army Medical Logistics Command)
- Командування фінансового менеджменту армії США (англ. United States Army Financial Management Command)
- Командування управління інсталяціями армії США (англ. United States Army Installation Management Command)
- Командування розгортання та транспортування на морі (англ. Surface Deployment and Distribution Command)